# Hyleoides striatula
Hyleoides striatula is een vliesvleugelig insect uit de familie Colletidae. De wetenschappelijke naam van de soort is voor het eerst geldig gepubliceerd in 1921 door Cockerell.